# Império Russo nos Jogos Olímpicos
A Rússia competiu nos Jogos Olímpicos modernos em muitas ocasiões, mas como diferentes nações em sua história. Como Império Russo, o país competiu pela primeira vez nos Jogos de 1900 e retornou novamente em 1908 e 1912. Após a revolução russa em 1917 e o estabelecimento subsequente da União Soviética em 1922, apenas trinta anos depois os atletas russos competiram novamente nas Olimpíadas, como União Soviética nos Jogos Olímpicos de Verão de 1952. Após a dissolução da União Soviética em 1991, a Rússia competiu como parte da Equipe Unificada em 1992 e, finalmente, retornou como Rússia para os Jogos Olímpicos de Inverno de 1994.

## Medalhas

### Jogos de Verão
| Jogos | Atletas        | Ouro | Prata | Bronze | Total | Pos. |
| 1900  | 5              | 0    | 0     | 0      | 0     | –    |
| 1904  | Não participou |      |       |        |       |      |
| 1908  | 6              | 1    | 2     | 0      | 3     | 12   |
| 1912  | 159            | 0    | 2     | 3      | 5     | 16   |
| Total | Total          | 1    | 4     | 3      | 8     | 84   |

### Esportes
| Esporte             | Ouro | Prata | Bronze | Total |
| Lutas               | 0    | 3     | 0      | 3     |
| Patinação artística | 1    | 0     | 0      | 1     |
| Remo                | 0    | 0     | 1      | 1     |
| Tiro                | 0    | 1     | 1      | 2     |
| Vela                | 0    | 0     | 1      | 1     |
| Total               | 1    | 4     | 3      | 7     |